# Pazifische Taifunsaison 2022
Die Pazifische Taifunsaison 2022 ist ein Ereignis in dem jährlichen Zyklus der Bildung tropischer Wirbelstürme im westlichen Pazifischen Ozean. Die bislang wenig aktive Saison läuft das ganze Jahr hindurch, doch die meisten tropischen Wirbelstürme entwickeln sich in diesem Becken zwischen Mai und Oktober. Der erste benannte Sturm der Saison bildete sich am 29. März 2022.
Im nordwestlichen Pazifik – dem Gebiet nördlich des Äquators zwischen 100° östlicher Länge und 180° östlicher Länge – gibt es zwei meteorologische Anstalten, die den tropischen Stürmen Namen geben, was dazu führt, dass manche Stürme zwei Namen haben. Die Japan Meteorological Agency (JMA) vergibt einen Namen, wenn ein Sturm irgendwo im westlichen Nordpazifik zehnminütige andauernde Windgeschwindigkeiten von mindestens 65 km/h erreicht. Die Philippine Atmospheric, Geophysical and Astronomical Services Administration (PAGASA) weist tropischen Tiefdruckgebieten oder Stürmen Namen zu, die sich zwischen 135° und 115° östlicher Länge sowie zwischen 5° und 25° nördlicher Breite entstehen oder dorthin wandern, auch dann, wenn die JMA bereits einen Namen vergeben hat. Außerdem wird das tropische Wettergeschehen vom Joint Typhoon Warning Center (JTWC) der Vereinigten Staaten überwacht. Deren Warnungen richten sich vor allem an militärische Einrichtungen der USA.

## Stürme

### Tropisches Tiefdruckgebiet One
Am 29. März entstand östlich der Küste Vietnams das tropische Tiefdruckgebiet One. Da das Tiefdruckgebiet seine Geschwindigkeit beibehielt und am darauf folgenden Tag auf Land traf, wurde es nicht zu einem tropischen Sturm und löste sich schnell auf. 